# Leggings

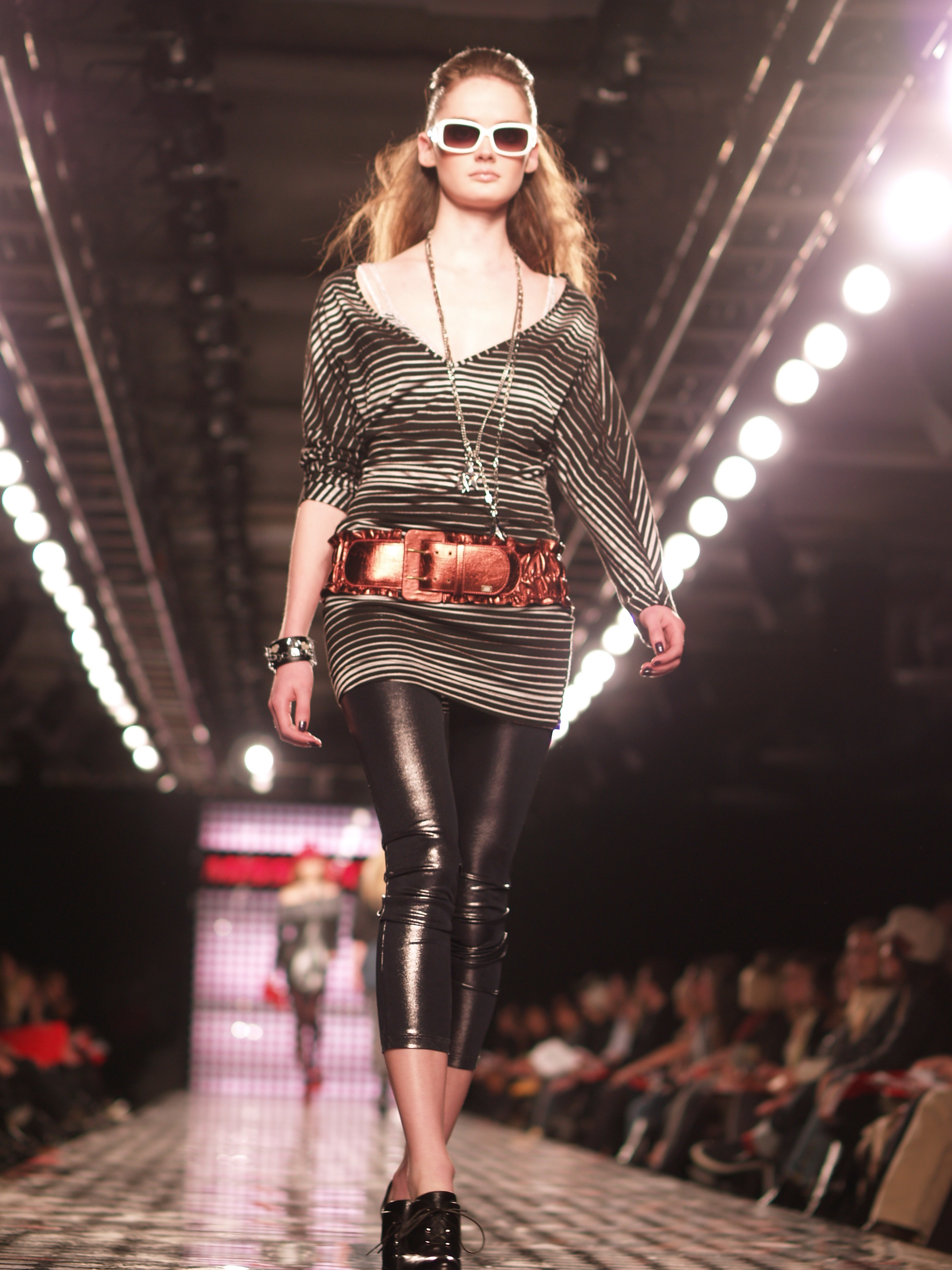

I leggings sono un tipo di pantaloni aderenti, indossati sulle gambe dalle donne e dagli uomini, arrivando a coprire di solito fino al polpaccio. Possono essere usati come calze senza piedi, pantaloni o indumento sportivo, e in base alla composizione dei tessuti possono essere estivi e di conseguenza più leggeri o invernali e saranno dunque più pesanti. Spesso sono detti anche pantacollant (meno comunemente pantacalze), ma non sarebbero proprio sinonimi, in quanto i pantacollant sono generalmente di seta o nylon e sono più trasparenti, quindi non adatti a essere indossati senza una maglia lunga che copra le zone intime..
Non hanno niente a che vedere con i gambali (due capi separati, indossati uno per gamba) né con i collant (cuciti al piede).
I leggings non sono assimilabili alla biancheria intima né tantomeno alle calze (come invece accade per calze e collant), ma si tratta di un indumento meno elegante e usato come pantalone.

## Origine
Fino alla seconda guerra mondiale erano indossati come protezione sotto i pantaloni, dai soldati in guerra.

### Fuseaux
Negli anni '50 del XX secolo, lo stilista Emilio Pucci riscopre questo elemento e crea un pantalone affusolato che chiama fuseaux (da "fuso" per la forma che regala alla figura femminile), nel 1960 Pucci lancia i pantaloni Viva dotati di uno speciale passante elastico che rimane sotto la pianta del piede mantenendo tesa la stoffa.
Con l'avvento delle fibre elasticizzate, il modello con passante elastico sotto la pianta del piede (detto anche "staffa") si diffuse in ambito sportivo soprattutto nello sci, nella danza e nella ginnastica.

## Moda

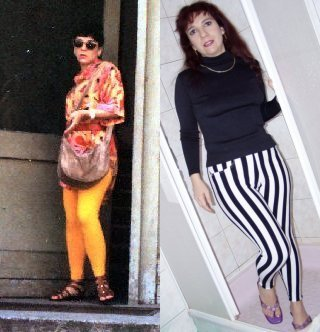
Leggings

È solo negli anni settanta che nascono i leggings come li conosciamo ora, ispirati ai pantaloni Capri proposti da Pucci ma presentati in una variante aderente e senza piede, su invenzione della stilista Patricia Field.
Sulle passerelle iniziarono a comparire altri tipi di leggings, come quelli della stilista inglese Liza Bruce che nel 1987 lanciò la moda anni novanta dei pantaloncini da ciclista per il guardaroba femminile, e dei fuseaux fluorescenti.
Tramontati nel corso degli anni novanta, la casa Max Mara presentò nel 2006 una collezione di miniabiti abbinati a tacchi alti e leggings neri. Da lì in poi tutte le case di moda e vari designer li hanno inseriti nelle collezioni, variandone la decorazione: jeans, tinta unita, righe o fiori, bianco e nero, animalier maculati o zebrati, liquid in lattice aderentissimi, glitter con lustrini o colori fluo.
Negli ultimi anni i leggings sono entrati a far parte della moda maschile, infatti grazie alla loro comodità e versatilità un pubblico maschile sempre più numeroso sceglie di indossarli anche per via dei benefici.

## Composizione
Solitamente sono realizzati in elastam, o in filati misti di nylon e cotone o poliestere, ma esistono anche modelli realizzati in lana o seta.
Negli ultimi anni ne sono stati prodotti di diversi modelli anche con tessuti particolari che risultano molto lucidi, simili a quelli in lattice.
Esistono inoltre modelli realizzati in cuoio e latex.

## Differenza tra collant e leggings
Nonostante il nome gergale "pantacalze" possa far pensare al nome "pantyhose" dato ai collant, collant e leggings sono due cose completamente diverse e di diversa tipologia. 
- I leggings coprono solamente la parte del bacino sino alla caviglia, lasciando scoperto il piede, pertanto sono da considerare dei pantaloni. I collant invece coprono anche la parte del piede, quindi sono calze.
- Essendo pantaloni, i leggings vanno messi con le calze sotto (È possibile anche mettere collant o le calze velate sotto i leggings, rendendole visibili dalla parte della caviglia scoperta). I collant invece, sono già calze di loro e fanno sia da calza che da pantalone.
- Per i medesimi motivi detti precedentemente, i collant vengono molto spesso e volentieri usati con gonne anche corte, trattandosi appunto di calze. I leggings a volte vengono usati anch'essi con la gonna, ma non essendo calze non fanno lo stesso effetto e quindi sono sconsigliati e messi molto più da soli.
- I leggings possono essere di diversi materiali, molti dei quali molto più simili a quelli dei pantaloni, i collant sono invece esclusivamente in nylon trattandosi di calze.